# بينجامين غالدامس
بينجامين غالدامس (بالإسبانية: Benjamín Galdames)‏ هو لاعب كرة قدم تشيلي في مركز الوسط، ولد في 24 فبراير 2001 في سانتياغو في تشيلي. لعب مع يونيون إسبانيولا.